# 北极移民
是一部2016年美國、印度和愛爾蘭合製的電腦動畫喜劇電影，由特莱沃·沃尔執導，狮门影视公司發行。主要配音員包括勞勃·許奈德、海瑟·葛拉罕、郑肯、康姆·米尼、洛妮塔·特妮納、加布里埃爾·伊格萊西亞斯、邁克爾·麥埃爾哈頓和比·乃爾。

## 劇情
諾姆是北极的北极熊，没有野生动植物的习性。 而且，他掌握了一种奇怪的技能，即与人交流的能力。 当他居住的地区的生态系统受到雄心勃勃的商人的房地产投机威胁时，诺姆决定与“无敌”狐猴一起前往纽约，并试图阻止该计划的进行。

## 外部連結
- 官方网站
- 互联网电影数据库（IMDb）上《北极移民》的资料（英文）
- 爛番茄上《北极移民》的資料（英文）
- 大卡通資料庫上《北极移民》的資料（英文）

- Box Office Mojo上《北极移民》的資料（英文）
- 豆瓣电影上《北极移民》的資料 （简体中文）